# Behind Enemy Lines: Colombia
Behind Enemy Lines: Colombia är en amerikansk krigs-action-thriller från 2009 i regi av Tim Matheson. Filmen, som kom ut direkt på DVD, hade Sverigepremiär den 12 augusti 2009.

## Handling
En grupp av US Navy SEAL-soldater befinner sig i Colombias djungler för att övervaka ett hemligt möte som de krigande parterna anordnat. Plötsligt anklagas SEAL-soldaterna för ett mord på en ledare av båda grupperna och med en gång befinner de sig i livsfara. Utan hjälp hemifrån måste de försöka hitta bevis för att visa att de är oskyldiga.

## Om filmen
Filmen är inspelad i Puerto Rico men utspelar sig i Colombia.

## Rollista (urval)
- Joe Manganiello - Sean Macklin
- Ken Anderson - Carter Holt
- Channon Roe - Kevin Derricks
- Yancey Arias  - Alvaro Cardona
- Chris J. Johnson - Steve Gaines
- Antony Matos - Greg Armstrong
- Keith David - Scott Boytano
- Jennice Fuentes - Nicole Jenkins
- Steven Bauer - Manuel Valez